# Юперска кория
Юперска кория (Мешетата, Косера) е защитена местност в България. Намира се в землището на село Юпер, област Русе.
Защитената местност е с площ 23,03 ha. Обявена е със заповед No3702 oт 29 декември 1972 г. с цел опазване на вековна гора от цер (Quercus pubescens Willd.).
В защитената местност се забраняват:
- да се секат, кастрят и повреждат дърветата, както и да се късат или изкореняват всякакви растения;
- да се допуска пашата на каквито и да е добитък през всяко време;
- да се преследват дивите животни и техните малки или да се развалят гнездата или леговищата на същите;
- да се разкриват на кариери за камък, пясък или пръст, с което се поврежда и изменя естествения облик на местността, включително и на водните течения;
- чупенето, драскането и повреждането по какъвто и да е начин, сталактитите, сталагмити и други скални образувания в пещерите;
- воденето на голи и интензивни главни сечи.[1]

Разрешава се извеждането на санитарна сеч и отсичането на престарели и с влошени декоративни качества дървета.

## История
Според архивите на Съюза за защита на родната природа, председателстван от ботаникът Стефан Петков, Юперската кория е остатък от изсечените Делиормански дъбрави. В същия източник на 03 февруари 1939 г. се съобщава становище за обявяване за защитена на църковната гора в местност Косера край село Юпер, при условие, че църковното настоятелство е съгласно.
- Цер
- Цер
- Стопански двор в близост до местността